# Малверн (Пенсільванія)
Малверн (англ. Malvern) — місто (англ. borough) в США, в окрузі Честер штату Пенсільванія. Населення — 3419 осіб (2020).

## Географія
Малверн розташований за координатами 40°1′59″ пн. ш. 75°30′55″ зх. д. / 40.03306° пн. ш. 75.51528° зх. д. (40.033147, -75.515363).  За даними Бюро перепису населення США в 2010 році місто мало площу 3,28 км², з яких 3,26 км² — суходіл та 0,02 км² — водойми.

## Демографія
Згідно з переписом 2010 року, у селищі мешкало 2998 осіб у 1341 домогосподарстві у складі 763 родин. Густота населення становила 914 осіб/км².  Було 1432 помешкання (437/км²).
Расовий склад населення:
| - 90,0 % — білих - 4,2 % — азіатів - 2,9 % — чорних або афроамериканців - 0,3 % — корінних американців |

До двох чи більше рас належало 1,9 %. Частка іспаномовних становила 3,7 % від усіх жителів.
За віковим діапазоном населення розподілялося таким чином: 21,8 % — особи молодші 18 років, 62,5 % — особи у віці 18—64 років, 15,7 % — особи у віці 65 років та старші. Медіана віку мешканця становила 41,6 року. На 100 осіб жіночої статі у селищі припадало 92,4 чоловіків;  на 100 жінок у віці від 18 років та старших — 89,6 чоловіків також старших 18 років.
Середній дохід на одне домашнє господарство  становив 89 852 долари США (медіана — 70 825), а середній дохід на одну сім'ю — 102 687 доларів (медіана — 85 500). Медіана доходів становила 67 333 долари для чоловіків та 57 154 долари для жінок. За межею бідності перебувало 10,0 % осіб, у тому числі 21,4 % дітей у віці до 18 років та 2,5 % осіб у віці 65 років та старших.
Цивільне працевлаштоване населення становило 1721 особа. Основні галузі зайнятості: освіта, охорона здоров'я та соціальна допомога — 28,1 %, науковці, спеціалісти, менеджери — 14,8 %, фінанси, страхування та нерухомість — 12,8 %.